# Nyctemera seitzi
Nyctemera seitzi är en fjärilsart som beskrevs av Van Eecke 1927. Nyctemera seitzi ingår i släktet Nyctemera och familjen björnspinnare. Inga underarter finns listade i Catalogue of Life.